# V. Viswanathan

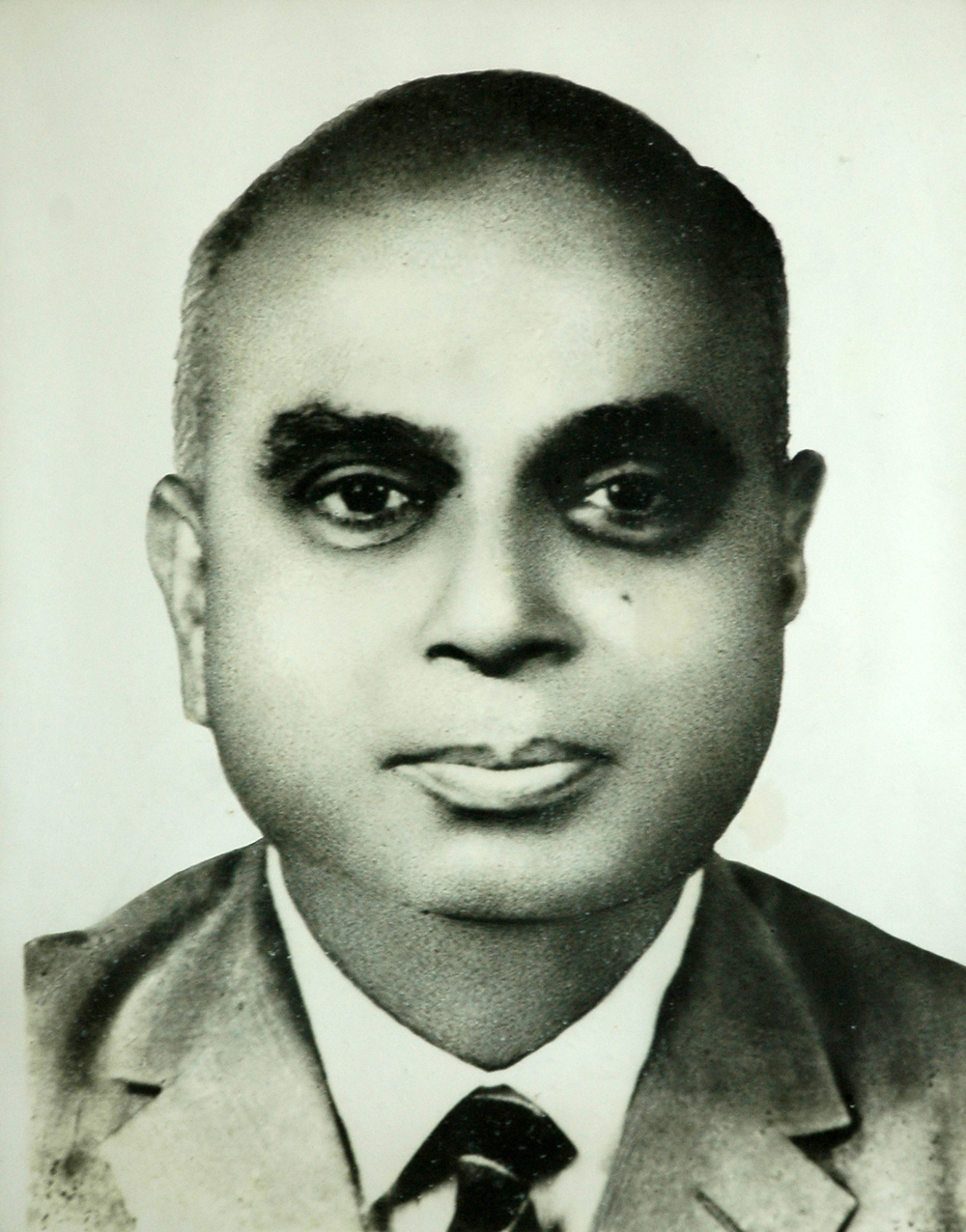
V. Viswanathan (1967)

Venkata Viswanathan (Malayalam വി. വിശ്വനാഥൻ; * 25. Januar 1909 im Distrikt Malabar, Präsidentschaft Madras, Britisch-Indien; † 16. Januar 1987 in Delhi) war ein indischer Regierungsbeamter, der unter anderem Chief Commissioner, Vizegouverneur und zuletzt zwischen 1967 und 1973 Gouverneur von Kerala war.

## Leben
Venkata Viswanathan besuchte das Central College von Bangalore und absolvierte im Anschluss ein Studium am University College London (UCL) sowie am Balliol College der University of Oxford. Nach dessen Abschluss trat er 1930 in den damaligen Imperial Civil Service (ICS) in Britisch-Indien ein und war nach der Unabhängigkeit Indiens vom Vereinigten Königreich am 15. August 1947 als Nachfolger von Neil B. Bonarji vom 1. April 1950 bis zu seiner Ablösung durch Chandra Chhatra 1952 Chief Commissioner von Bhopal. Nach weiteren Verwendungen übernahm er 1964 von Dharma Vira das Amt als Chief Commissioner von Delhi und behielt diesen bis zu seiner Ablösung durch Aditya Nath Jha am 7. September 1966.
Im Anschluss war Viswanathan als Nachfolger von Bhagwan Sahay vom 26. Februar 1966 bis zu seiner Ablösung durch Kanwar Bahadur Singh am 16. Mai 1967 Vizegouverneur von Himachal Pradesh. Zuletzt übernahm er am 15. Mai 1967 wiederum von Bhagwan Sahay das Amt als Gouverneur von Kerala und hatte dieses Amt bis zum 31. März 1973 inne, woraufhin abermals Niranjan Nath Wanchoo seine Nachfolge antrat und neuer Gouverneur dieses Bundesstaates wurde.